# Peter Kesting
Peter Kesting (* 7. Juni 1955) ist ein ehemaliger australischer Radrennfahrer.

## Sportliche Laufbahn
Kesting war Teilnehmer der Olympischen Sommerspiele 1976 in Montreal. Er startete im Straßenradsport. Im olympischen Straßenrennen schied er ebenso wie sein Vereinskamerad Alan Goodrope aus.